# Летние Олимпийские игры 2016
Летние Олимпийские игры 2016 (англ. 2016 Summer Olympics, фр. Jeux Olympiques d'été de 2016, порт. Jogos Olímpicos de Verão de 2016, Олимпиада-2016, Рио-2016, официальное название — Игры XXXI Олимпиады) — тридцать первые летние Олимпийские игры, проходившие с 5 по 21 августа в Рио-де-Жанейро, Бразилия. Олимпийский футбольный турнир начался за два дня до церемонии открытия, раньше всех других соревнований, и был проведён также и в других городах страны — Белу-Оризонти, Бразилиа, Манаусе, Салвадоре и Сан-Паулу.
Это были первые Олимпийские игры, проходившие в Южной Америке, вторые в Латинской Америке после Олимпийских игр 1968 года в Мехико и третьи, проходившие в южном полушарии после Олимпийских игр 1956 года в Мельбурне и Олимпийских игр 2000 года в Сиднее (обе из них проходили в Австралии). На Олимпиаде было разыграно рекордное количество комплектов медалей (306) и приняли участие рекордное число стран (206), в том числе впервые Косово и Южный Судан.

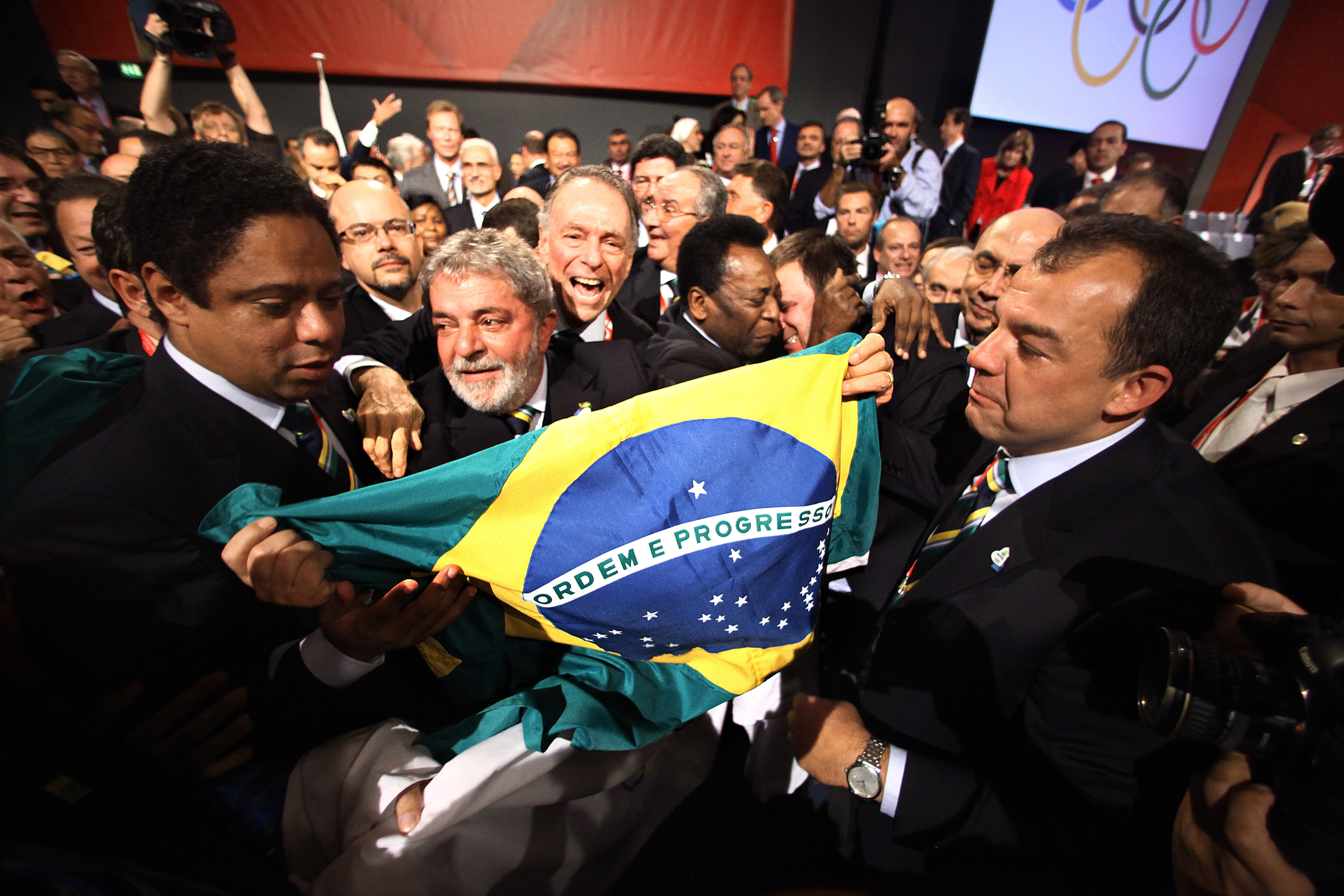
Президент Бразилии Луис Инасиу Лула да Силва, с государственным флагом на торжестве победы бразильской заявки

## Выбор города
Процесс подачи заявок начался 16 мая 2007 года, закончился 13 сентября того же года. Свои заявки на проведение Игр подали Баку (Азербайджан), Доха (Катар), Мадрид (Испания), Прага (Чехия), Рио-де-Жанейро (Бразилия), Токио (Япония), Чикаго (США), а также Санкт-Петербург (Россия). Ввиду получения Россией права на проведение зимних Игр 2014 года в Сочи, Санкт-Петербург свою заявку снял (официально заявка не подавалась и заявочная книга в МОК не была отправлена). 4 июня 2008 года из городов-претендентов были выбраны четыре финалиста: Мадрид, Рио-де-Жанейро, Токио и Чикаго.
Окончательное голосование по выбору города прошло 2 октября 2009 года на 121-й сессии МОК в Копенгагене, Дания. В голосовании были использованы все возможные три тура. После первого тура лидировал Мадрид, но затем Рио-де-Жанейро получил почти все голоса, отданные ранее за Чикаго и Токио.
| Кандидаты      | Страна   | 1-й раунд | 2-й раунд | 3-й раунд |
| Рио-де-Жанейро | Бразилия | 26        | 46        | 66        |
| Мадрид         | Испания  | 28        | 29        | 32        |
| Токио          | Япония   | 22        | 20        | —         |
| Чикаго         | США      | 18        | —         | —         |

Ранее Рио-де-Жанейро подавал заявления на проведение летних Олимпийских игр 1936, 1940, 2004 и 2012 годов, но ни разу не попадал в число городов, участвующих в финальном голосовании.

## Символы

### Логотип
Логотип XXXI летних Олимпийских Игр 2016 в Рио-де-Жанейро разработан бразильской дизайнерской студией «Tatíl Design» и представлен 31 декабря 2010 года.
В основе логотипа — стилизованный Рио — горы, солнце и море в виде извилистых линий, напоминающих силуэты взявшихся за руки, танцующих людей. Логотип выполнен в цветах флага Бразилии — синем, жёлтом и зелёном — и призван символизировать взаимодействие и энергию, гармонию в разнообразии, буйство природы и олимпийский дух.

### Талисманы
Талисманами Игр стали два персонажа, олицетворяющие флору и фауну Бразилии. Талисман Олимпийских игр Винисиус имеет жёлтую окраску и символизирует самых ярких и распространенных представителей животного мира Бразилии, сочетая в себе «кошачью гибкость, ловкость обезьяны, изящество птиц». Персонаж Паралимпийских игр Том стал собирательным образом бразильской флоры, в его чертах можно узнать и элементы дерева, и элементы цветка. Талисманы получили свои имена в честь бразильских музыкантов XX века Винисиуса ди Морайса (1913—1980) и Тома Жобима (1927—1994), которые стояли у истоков стиля босанова.

## Эстафета олимпийского огня

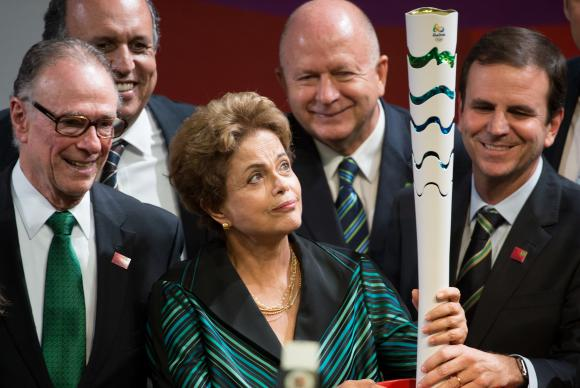
Президент Бразилии Дилма Русеф с факелом олимпийского огня

Огонь Олимпиады был зажжён 21 апреля 2016 года в храме Геры в Олимпии. Греческий этап эстафеты продлился в течение 8 дней, до 28 апреля (27 и 28 апреля огонь был в Афинах), после чего огонь прибыл в Лозанну, где расположена штаб-квартира МОК, а через день — в Женеву.

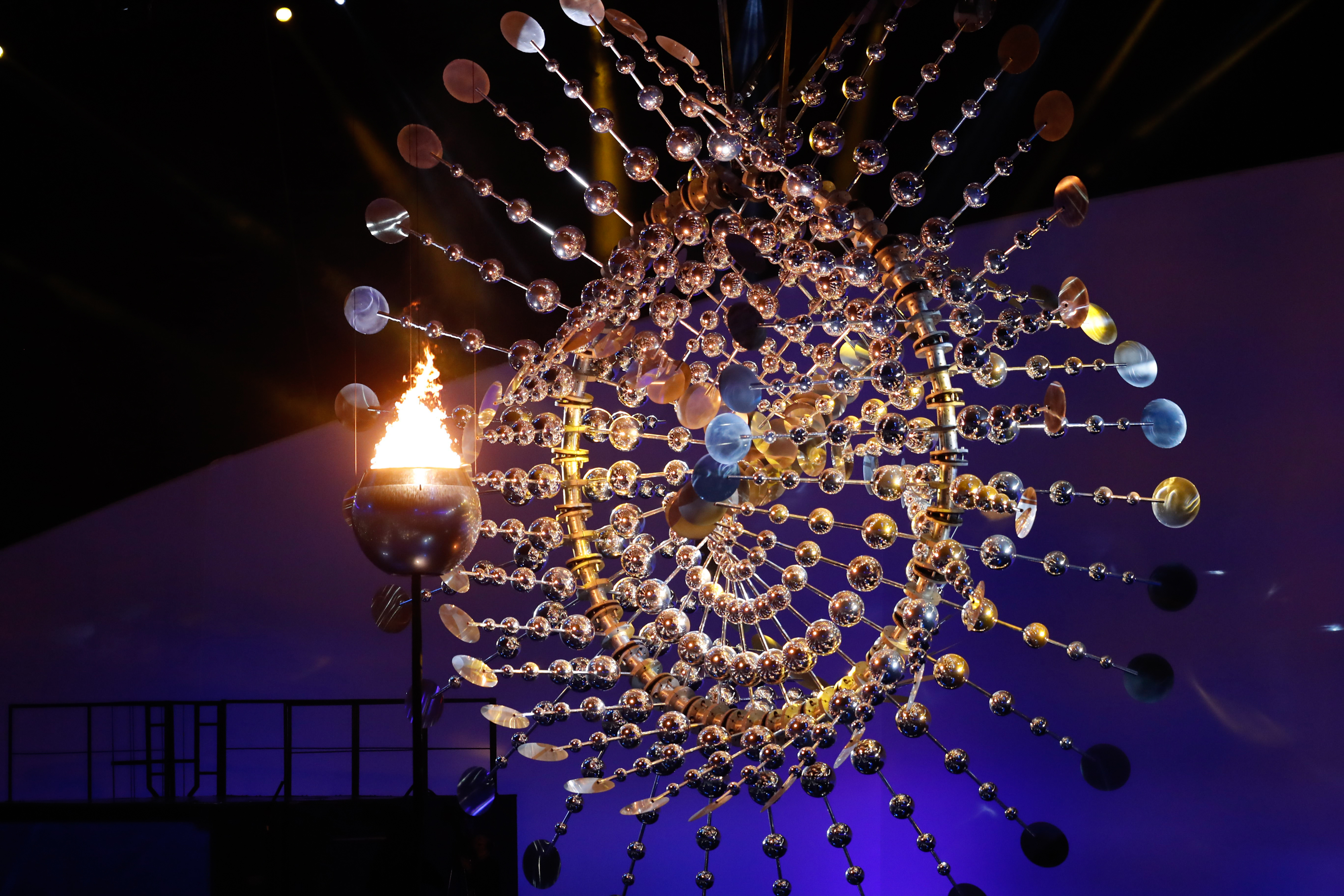
Чаша с олимпийским огнем на стадионе «Маракана»

2 мая состоялся однодневный визит в колумбийскую Боготу. 3 мая олимпийский огонь прибыл в Бразилиа, откуда началась бразильская часть эстафеты. В её рамках огонь посетил более 300 городов, включая столицы всех бразильских штатов. 24 июля огонь прибыл в самый населённый город Южного полушария — Сан-Паулу. Завершилась эстафета 5 августа 2016 года на церемонии открытия Олимпийских игр на стадионе «Маракана».

## Олимпийские объекты

Карта расположения олимпийских объектов в Рио-де-Жанейро (карта в одной из ранних версий, в частности, соревнования по шоссейным велогонкам и спортивной ходьбе из парка Фламенго в зоне Копакабаны были перенесены на пляж Понтал в зоне Барра, а Олимпийский хоккейный центр расположен в зоне Деодоро, а не Барра)

В самом Рио-де-Жанейро соревнования Игр прошли на 32 спортивных объектах. Ещё пять стадионов приняли матчи футбольного турнира в пяти городах Бразилии. Девять объектов в Рио было построено специально для Олимпийских игр 2016 года, ещё 8 объектов было серьёзно реконструировано. Планируется, что семь объектов будут демонтированы после Игр. Схема с использованием 4 кластеров, где расположены спортивные объекты, была опробована в Рио во время Панамериканских игр 2007 года (ряд объектов, построенных для соревнований 2007 года, были использованы и в 2016 году). К услугам олимпийских сборных построена современная комфортабельная олимпийская деревня.

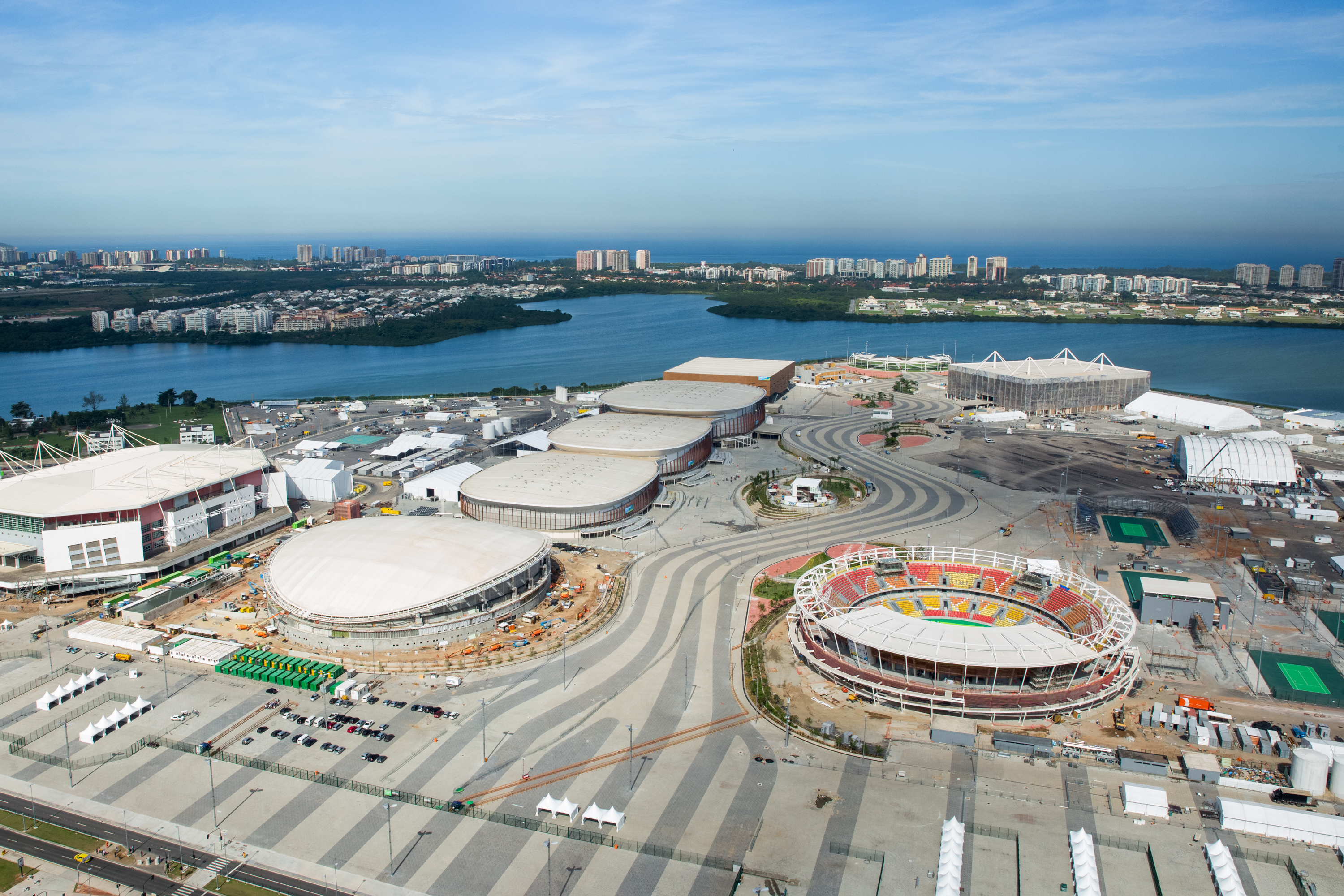
Общий вид на объекты Олимпийского парка. Справа — теннисный центр, за ним вдали — водный стадион. В центре пять зданий в ряд — велодром, за ним три здания комплекса «Арена Кариока» и «Арена ду Футуру». Слева — Олимпийская арена Рио

Основная зона (кластер), где расположено большинство спортивных объектов в Рио-де-Жанейро, — это Барра-да-Тижука. Здесь был построен Олимпийский парк, в котором находится девять спортивных арен (две из них будут демонтированы после Игр). Крупнейшие по вместимости арены Олимпийского парка — «Арена Кариока 1» (баскетбол), Олимпийский водный стадион (плавание, водное поло), Олимпийский теннисный центр (теннис). Ещё три объекта зоны Барра-да-Тижука расположены за пределами Олимпийского парка — поле для гольфа в заповеднике Резерва ди Марапенди, пляжная зона Понтал и выставочный центр «Риосентро», в котором соревнования прошли в 4 павильонах (организаторы рассматривают каждый павильон как отдельный спортивный объект).
Три других кластера в Рио-де-Жанейро — пляж Копакабана (4 места проведения соревнований, на самом знаменитом пляже построена «Арена Копакабана» для пляжного волейбола), Маракана (4 объекта, включая стадион «Маракана», где прошли церемонии открытия и закрытия Игр) и Деодоро (9 сооружений). Примечательно, что впервые с 1900 года стадион, где проходят церемонии открытия и закрытия летних Игр («Маракана»), не будет принимать соревнования легкоатлетов (они будут соревноваться на Олимпийском стадионе имени Жуана Авеланжа).
За пределами Рио-де-Жанейро в рамках футбольного турнира были использованы пять стадионов в пяти городах: Белу-Оризонти, Бразилиа, Манаусе, Салвадоре и Сан-Паулу. Все эти стадионы в 2014 году принимали матчи чемпионата мира по футболу. Решающие матчи футболисты сыграли на «Маракане».
Бо́льшая часть спортивных объектов в Рио после Олимпийских игр также приняли соревнования в рамках Паралимпийских.

## Соревнования

### Виды спорта

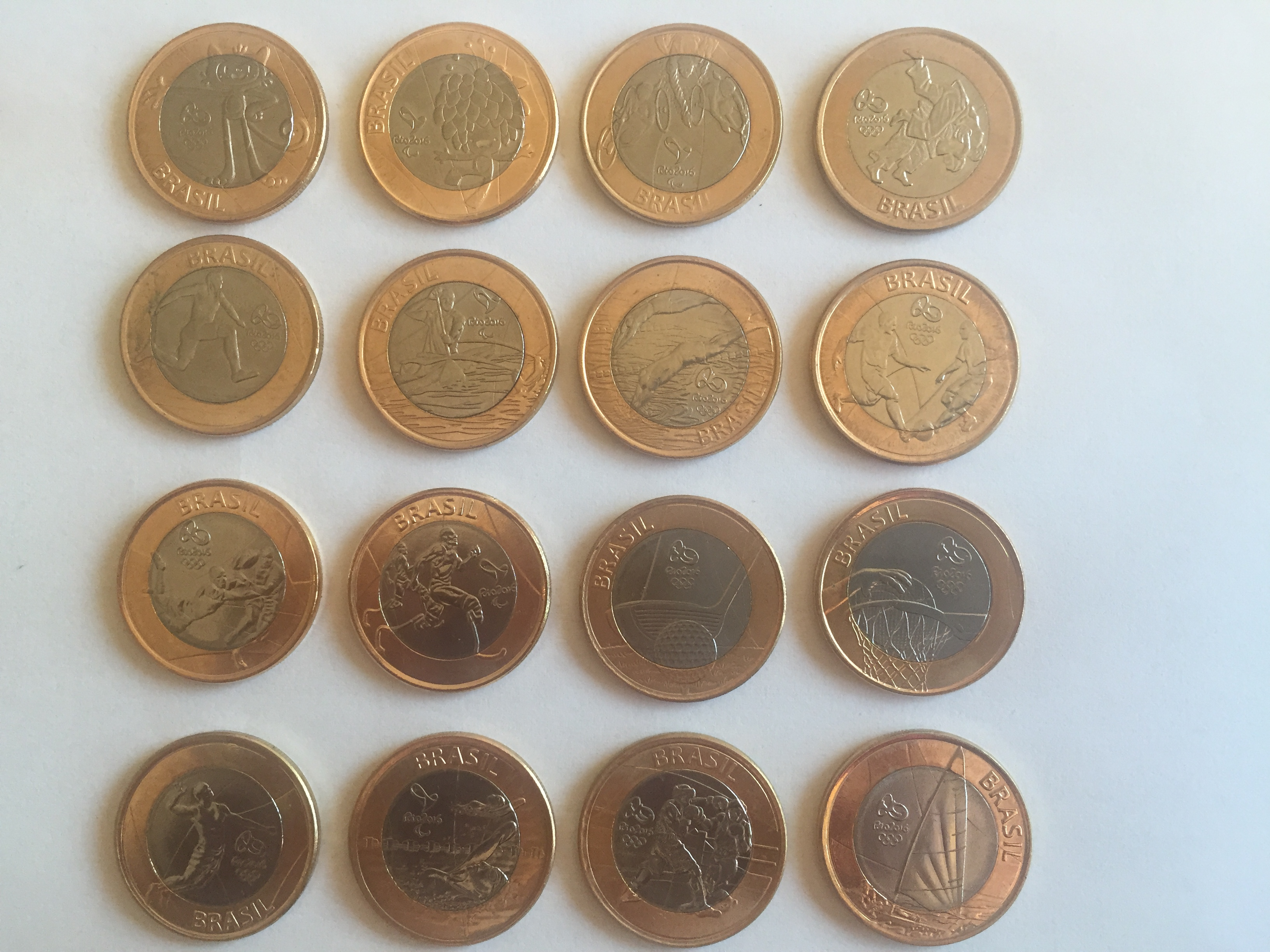
Бразильские памятные монеты в 1 реал, посвящённые видам спорта на Олимпиаде 2016.

Программа соревнований осталась примерно такой же, как на предыдущих Играх. 9 октября 2009 года на той же сессии МОК, где был выбран город, прошло голосование, на котором было принято решение о включении регби-7 (упрощённая версия регби; 81 голосом против 8) и гольфа (63 голосами против 27) в список олимпийских видов спорта, и по ним впервые за долгое время были проведены соревнования. Последний раз игроки в гольф соревновались на Олимпийских играх 112 лет назад, а соревнования по регби проходили 92 года назад. Спортивная программа Олимпиады началась за два дня до церемонии открытия — на Олимпийском стадионе имени Жуана Авеланжа в Рио-де-Жанейро женская сборная Швеции по футболу сыграла с командой ЮАР 3 августа в 13:00 по местному времени.
| - Академическая гребля - Бадминтон - Баскетбол - Бокс - Борьба - Вольная борьба - Греко-римская борьба - Велоспорт - BMX - Велотрековые гонки - Маунтинбайк - Шоссейные гонки | - Водные виды спорта - Водное поло - Плавание - Прыжки в воду - Синхронное плавание - Волейбол - Волейбол - Пляжный волейбол - Гандбол - Гольф - Гребля на байдарках и каноэ | - Гимнастика - Прыжки на батуте - Спортивная гимнастика - Художественная гимнастика - Дзюдо - Конный спорт - Выездка - Конкур - Троеборье - Лёгкая атлетика - Настольный теннис - Парусный спорт | - Регби-7 - Современное пятиборье - Стрельба - Стрельба из лука - Теннис - Триатлон - Тхэквондо - Тяжёлая атлетика - Фехтование - Футбол - Хоккей на траве |

### Календарь
Время всех Олимпийских объектов местное (Бразилия, UTC-3)
| ● | Церемония открытия |  | Квалификация соревнований |  | Финалы соревнований | ПВ | Показательные выступления | ● | Церемония закрытия |

| Август                      | Август                      | 3  | 4  | 5  | 6  | 7  | 8  | 9  | 10 | 11 | 12 | 13 | 14 | 15 | 16 | 17 | 18 | 19 | 20 | 21 | Комплекты медалей |
| --------------------------- | --------------------------- | -- | -- | -- | -- | -- | -- | -- | -- | -- | -- | -- | -- | -- | -- | -- | -- | -- | -- | -- | ----------------- |
| Церемонии                   | Церемонии                   |    |    | ●  |    |    |    |    |    |    |    |    |    |    |    |    |    |    |    | ●  |                   |
| Академическая гребля        | Академическая гребля        |    |    |    |    |    |    |    | 2  | 4  | 4  | 4  |    |    |    |    |    |    |    |    | 14                |
| Бадминтон                   | Бадминтон                   |    |    |    |    |    |    |    |    |    |    |    |    |    |    | 1  | 1  | 2  | 1  |    | 5                 |
| Баскетбол                   | Баскетбол                   |    |    |    |    |    |    |    |    |    |    |    |    |    |    |    |    |    | 1  | 1  | 2                 |
| Бокс                        | Бокс                        |    |    |    |    |    |    |    |    |    |    |    | 1  | 1  | 1  | 1  | 1  | 1  | 3  | 4  | 13                |
| Борьба                      | Борьба                      |    |    |    |    |    |    |    |    |    |    |    | 2  | 2  | 2  | 3  | 3  | 2  | 2  | 2  | 18                |
| Велоспорт                   | Велоспорт                   |    |    |    | 1  | 1  |    |    | 2  | 1  | 2  | 2  | 1  | 1  | 3  |    |    | 2  | 1  | 1  | 18                |
| Водное поло                 | Водное поло                 |    |    |    |    |    |    |    |    |    |    |    |    |    |    |    |    | 1  | 1  |    | 2                 |
| Волейбол                    | Волейбол                    |    |    |    |    |    |    |    |    |    |    |    |    |    |    | 1  | 1  |    | 1  | 1  | 4                 |
| Гандбол                     | Гандбол                     |    |    |    |    |    |    |    |    |    |    |    |    |    |    |    |    |    | 1  | 1  | 2                 |
| Гольф                       | Гольф                       |    |    |    |    |    |    |    |    |    |    |    | 1  |    |    |    |    |    | 1  |    | 2                 |
| Гребля на байдарках и каноэ | Гребля на байдарках и каноэ |    |    |    |    |    |    | 1  | 1  | 2  |    |    |    |    | 4  |    | 4  |    | 4  |    | 16                |
| Дзюдо                       | Дзюдо                       |    |    |    | 2  | 2  | 2  | 2  | 2  | 2  | 2  |    |    |    |    |    |    |    |    |    | 14                |
| Конный спорт                | Конный спорт                |    |    |    |    |    |    | 2  |    |    | 1  |    |    | 1  |    | 1  |    | 1  |    |    | 6                 |
| Лёгкая атлетика             | Лёгкая атлетика             |    |    |    |    |    |    |    |    |    | 3  | 5  | 4  | 5  | 5  | 4  | 6  | 7  | 7  | 1  | 47                |
| Настольный теннис           | Настольный теннис           |    |    |    |    |    |    |    | 1  | 1  |    |    |    |    | 1  | 1  |    |    |    |    | 4                 |
| Парусный спорт              | Парусный спорт              |    |    |    |    |    |    |    |    |    |    |    | 2  | 2  | 2  | 2  | 2  |    |    |    | 10                |
| Плавание                    | Плавание                    |    |    |    | 4  | 4  | 4  | 4  | 4  | 4  | 4  | 4  |    | 1  | 1  |    |    |    |    |    | 34                |
| Прыжки в воду               | Прыжки в воду               |    |    |    |    | 1  | 1  | 1  | 1  |    |    |    | 1  |    | 1  |    | 1  |    | 1  |    | 8                 |
| Прыжки на батуте            | Прыжки на батуте            |    |    |    |    |    |    |    |    |    | 1  | 1  |    |    |    |    |    |    |    |    | 2                 |
| Регби-7                     | Регби-7                     |    |    |    |    |    | 1  |    |    | 1  |    |    |    |    |    |    |    |    |    |    | 2                 |
| Синхронное плавание         | Синхронное плавание         |    |    |    |    |    |    |    |    |    |    |    |    |    | 1  |    |    | 1  |    |    | 2                 |
| Современное пятиборье       | Современное пятиборье       |    |    |    |    |    |    |    |    |    |    |    |    |    |    |    |    | 1  | 1  |    | 2                 |
| Спортивная гимнастика       | Спортивная гимнастика       |    |    |    |    |    | 1  | 1  | 1  | 1  |    |    | 4  | 3  | 3  | ПВ |    |    |    |    | 14                |
| Стрельба                    | Стрельба                    |    |    |    | 2  | 2  | 2  | 1  | 2  | 1  | 2  | 2  | 1  |    |    |    |    |    |    |    | 15                |
| Стрельба из лука            | Стрельба из лука            |    |    |    | 1  | 1  |    |    |    | 1  | 1  |    |    |    |    |    |    |    |    |    | 4                 |
| Теннис                      | Теннис                      |    |    |    |    |    |    |    |    |    | 1  | 1  | 3  |    |    |    |    |    |    |    | 5                 |
| Триатлон                    | Триатлон                    |    |    |    |    |    |    |    |    |    |    |    |    |    |    |    | 1  |    | 1  |    | 2                 |
| Тхэквондо                   | Тхэквондо                   |    |    |    |    |    |    |    |    |    |    |    |    |    |    | 2  | 2  | 2  | 2  |    | 8                 |
| Тяжёлая атлетика            | Тяжёлая атлетика            |    |    |    | 1  | 2  | 2  | 2  | 2  |    | 2  | 1  | 1  | 1  | 1  |    |    |    |    |    | 15                |
| Фехтование                  | Фехтование                  |    |    |    | 1  | 1  | 1  | 1  | 2  | 1  | 1  | 1  | 1  |    |    |    |    |    |    |    | 10                |
| Футбол                      | Футбол                      |    |    |    |    |    |    |    |    |    |    |    |    |    |    |    |    | 1  | 1  |    | 2                 |
| Хоккей на траве             | Хоккей на траве             |    |    |    |    |    |    |    |    |    |    |    |    |    |    |    | 1  | 1  |    |    | 2                 |
| Художественная гимнастика   | Художественная гимнастика   |    |    |    |    |    |    |    |    |    |    |    |    |    |    |    |    |    | 1  | 1  | 2                 |
| Комплекты медалей           | Комплекты медалей           | 10 | 10 | 10 | 12 | 14 | 14 | 15 | 20 | 19 | 24 | 21 | 22 | 17 | 25 | 16 | 23 | 22 | 30 | 12 | 306               |
| Август                      | Август                      | 3  | 4  | 5  | 6  | 7  | 8  | 9  | 10 | 11 | 12 | 13 | 14 | 15 | 16 | 17 | 18 | 19 | 20 | 21 |                   |

### Страны-участницы

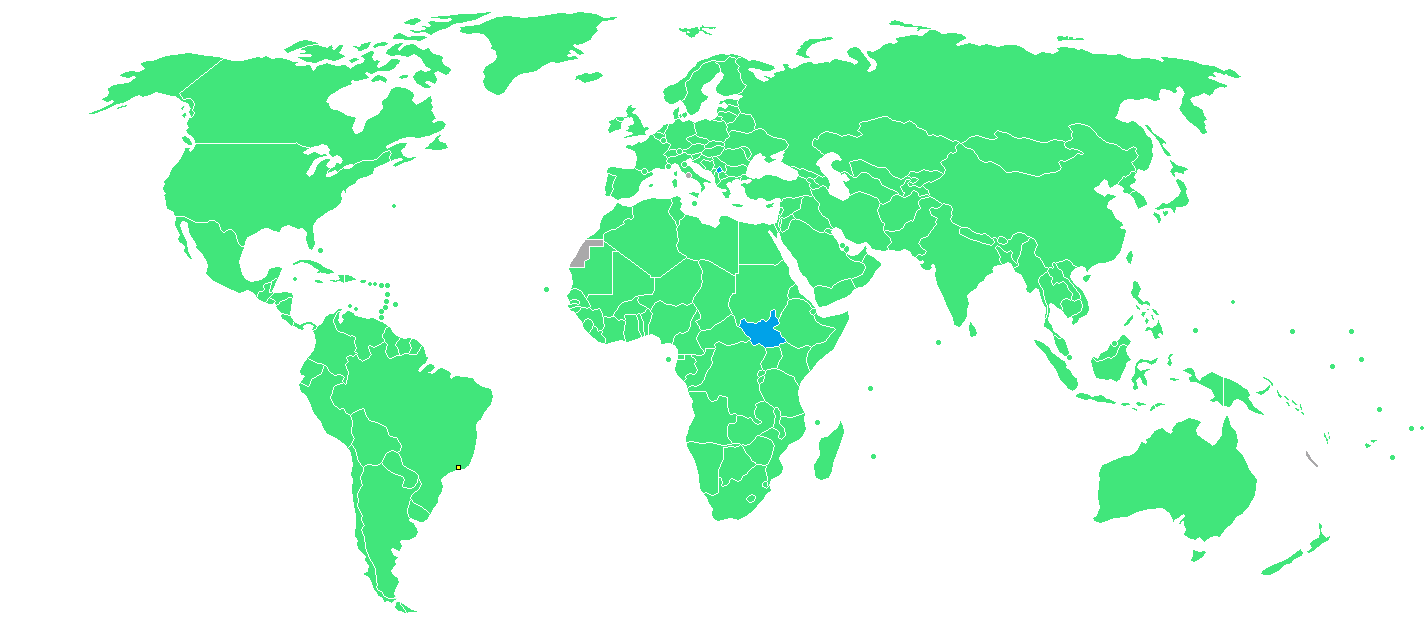
Страны-участницы Олимпийских игр 2016
Голубой = Участвующие в первый раз
Зелёный = Участвующие не впервые
Серый = Не участвующие
Жёлтый = Рио-де-Жанейро

На летних Олимпийских играх в Рио-де-Жанейро приняло участие рекордное число стран-участниц — 206. По сравнению с прошлыми играми к участникам присоединились Косово и Южный Судан. Представители Кувейта выступили как независимые олимпийские спортсмены под олимпийским флагом, а олимпийский чемпион награждался под олимпийский гимн, поскольку 27 октября 2015 года МОК приостановил деятельность Олимпийского комитета Кувейта из-за вмешательства государства в его работу. В марте 2016 года МОК официально подтвердил, что 207-м участником Игр станет сборная беженцев, спортсмены которой будут выступать под олимпийским флагом.

| - Австралия (432) - Австрия (71) - Азербайджан (56) - Албания (6) - Алжир (68) - Американские Виргинские Острова (7) - Американское Самоа (4) - Ангола (26) - Андорра (5) - Антигуа и Барбуда (9) - Аргентина (223) - Армения (32) - Аруба (7) - Афганистан (3) - Багамские Острова (30) - Бангладеш (7) - Барбадос (11) - Бахрейн (34) - Беларусь (124) - Белиз (3) - Бельгия (108) - Бенин (6) - Бермуды (8) - Болгария (51) - Боливия (12) - Босния и Герцеговина (11) - Ботсвана (12) - Бразилия (465) - Британские Виргинские Острова (4) - Бруней (3) - Буркина-Фасо (5) - Бурунди (9) - Бутан (2) - Вануату (4) - Великобритания (366) - Венгрия (160) - Венесуэла (87) - Восточный Тимор (3) - Вьетнам (23) - Габон (6) - Гаити (10) - Гайана (6) | - Гамбия (4) - Гана (14) - Гватемала (21) - Гвинея (5) - Гвинея-Бисау (5) - Германия (425) - Гондурас (26) - Гонконг (38) - Государство Палестина (6) - Гренада (6) - Греция (95) - Грузия (39) - Гуам (5) - Дания (122) - Джибути (7) - Доминика (2) - Доминиканская Республика (29) - ДР Конго (4) - Египет (120) - Замбия (7) - Зимбабве (31) - Израиль (48) - Индия (124) - Индонезия (28) - Иордания (8) - Ирак (23) - Иран (64) - Ирландия (77) - Исландия (8) - Испания (306) - Италия (309) - Йемен (4) - Кабо-Верде (5) - Казахстан (104) - Каймановы острова (5) - Камбоджа (6) - Камерун (24) - Канада (314) - Катар (38) - Кения (89) - Кипр (16) - Кыргызстан (19) | - Кирибати (3) - Китай (413) - Колумбия (147) - Коморы (4) - Косово (8) - Коста-Рика (10) - Кот-д’Ивуар (12) - КНДР (35) - Куба (120) - Лаос (6) - Латвия (34) - Лесото (8) - Либерия (2) - Ливан (9) - Ливия (7) - Литва (67) - Лихтенштейн (3) - Люксембург (10) - Маврикий (12) - Мавритания (2) - Мадагаскар (6) - Македония (6) - Малави (5) - Малайзия (32) - Мали (6) - Мальдивы (4) - Мальта (7) - Марокко (51) - Маршалловы Острова (5) - Мексика (125) - Мозамбик (6) - Молдова (23) - Монако (3) - Монголия (43) - Мьянма (7) - Намибия (10) - Науру (2) - Непал (7) - Нигер (6) - Нигерия (75) - Нидерланды (242) | - Никарагуа (5) - Новая Зеландия (199) - Норвегия (62) - ОАЭ (13) - Оман (4) - Острова Кука (9) - Пакистан (7) - Палау (5) - Панама (10) - Папуа — Новая Гвинея (8) - Парагвай (11) - Перу (29) - Польша (243) - Португалия (92) - Пуэрто-Рико (42) - Республика Конго (10) - Россия (282) - Руанда (8) - Румыния (97) - Сальвадор (8) - Самоа (8) - Сан-Марино (5) - Сан-Томе и Принсипи (3) - Саудовская Аравия (12) - Свазиленд (2) - Сейшелы (10) - Сенегал (22) - Сент-Винсент и Гренадины (4) - Сент-Китс и Невис (7) - Сент-Люсия (5) - Сербия (104) - Сингапур (25) - Сирия (7) - Словакия (51) - Словения (61) - Соломоновы Острова (3) - Сомали (2) - Судан (6) - Суринам (6) - США (554) - Сьерра-Леоне (2) | - Таджикистан (7) - Таиланд (54) - Тайвань (60) - Танзания (7) - Того (5) - Тонга (7) - Тринидад и Тобаго (32) - Тувалу (1) - Тунис (61) - Туркменистан (9) - Турция (103) - Уганда (21) - Украина (203) - Уругвай (17) - Узбекистан (70) - Федеративные Штаты Микронезии (5) - Фиджи (54) - Филиппины (13) - Финляндия (56) - Франция (395) - Хорватия (87) - ЦАР (6) - Чад (2) - Черногория (34) - Чехия (105) - Чили (42) - Швейцария (104) - Швеция (152) - Шри-Ланка (9) - Эквадор (38) - Экваториальная Гвинея (2) - Эритрея (12) - Эстония (45) - Эфиопия (34) - ЮАР (137) - Республика Корея (205) - Южный Судан (3) - Ямайка (68) - Япония (338) - Независимые олимпийские спортсмены (9) - Олимпийская сборная беженцев (10) |

### Медальный зачёт
Жирным выделено наибольшее количество медалей в своей категории; страна-организатор также выделена.
|       | Общее количество медалей | Общее количество медалей | Общее количество медалей | Общее количество медалей | Всего |
| Место | Страна                   | Золото                   | Серебро                  | Бронза                   | Всего |
| ----- | ------------------------ | ------------------------ | ------------------------ | ------------------------ | ----- |
| 1     | США                      | 46                       | 37                       | 38                       | 121   |
| 2     | Великобритания           | 27                       | 23                       | 17                       | 67    |
| 3     | Китай                    | 26                       | 18                       | 26                       | 70    |
| 4     | Россия                   | 19                       | 17                       | 19                       | 55    |
| 5     | Германия                 | 17                       | 10                       | 15                       | 42    |
| 6     | Япония                   | 12                       | 8                        | 21                       | 41    |
| 7     | Франция                  | 10                       | 18                       | 14                       | 42    |
| 8     | Республика Корея         | 9                        | 3                        | 9                        | 21    |
| 9     | Италия                   | 8                        | 12                       | 8                        | 28    |
| 10    | Австралия                | 8                        | 11                       | 10                       | 29    |
| Всего | Всего                    | 307                      | 307                      | 360                      | 974   |

В таблице указана первая десятка стран по количеству золотых медалей. В случае одинакового количества золотых медалей места распределены по количеству серебряных медалей.

## Дисквалификации

### Легкоатлеты

#### Кения
С Олимпийских игр в Лондоне 2012 года по меньшей мере 40 кенийских легкоатлетов не прошли тесты на допинг, в их числе бегун Мэтью Кисорио, марафонка Рита Джепту и двукратная чемпионка мира в кроссе Эмили Чебет. Четверо руководителей кенийской легкоатлетической федерации были временно отстранены ИААФ в ноябре 2015 г. по подозрению в финансовых и допинговых махинациях. В мае 2016 года Всемирное антидопинговое агентство объявило Кенийское антидопинговое агентство «не соответствующим нормам». Семерым тренерам и агентам в Кении предъявлены обвинения в содействии в употреблении допинга кенийскими спортсменами. В июне МОК обязал международные федерации по соответствующим видам спорта допускать кенийских спортсменов к Олимпийским играм индивидуально, после прохождения ими дополнительных антидопинговых тестов. В конце июля глава Кенийского национального олимпийского комитета Кипчоге Кеино объявил, что кенийские спортсмены пройдут допинг-тесты «без каких-либо проблем».

#### Россия
17 июня 2016 года Международная ассоциация легкоатлетических федераций (ИААФ) приняла решение не возобновлять членство Всероссийской федерации легкой атлетики.
21 июня 2016 года Международный олимпийский комитет (МОК) поддержал решение ИААФ не допускать до участия в Олимпийских играх 2016 года легкоатлетическую команду России. От соревнований будут также отстранены все причастные к допинговому скандалу лица, включая тренеров и врачей. В то же время в соответствии с решением МОК российские легкоатлеты смогут принять участие в летних Олимпийских играх в Рио-де-Жанейро, но лишь после индивидуального одобрения кандидатуры каждого спортсмена международными спортивными федерациями. Спортсмены, получившие такое одобрение ИААФ, смогут выступать под российским флагом.
3 июля Олимпийский комитет России и 68 российских легкоатлетов подали иск в Спортивный арбитражный суд в Лозанне (CAS). Рассмотрение дела было назначено на 19 июля, вердикт CAS объявило 21 июля — российским легкоатлетам не было разрешено выступать на Олимпиаде.
Российские легкоатлеты, допущенные к Олимпиаде
Первой российской спортсменкой, допущенной к Олимпиаде в индивидуальном порядке, стала бегунья Юлия Степанова. В сообщении IAAF говорилось, что спортсменка сможет выступить не под российским, а под олимпийским флагом. Допустить к Олимпиаде Юлию Степанову просило Всемирное антидопинговое агентство (WADA), ввиду того, что спортсменка и её муж Виталий Степанов, уехавшие в США, признаны важными информаторами антидопингового агентства. Однако 24 июля МОК не допустил Степанову на Игры, так как ранее она была уличена в допинге.
Права выступить на Играх добивались ещё 80 российских спортсменов. IAAF отклонила все соответствующие заявки на участие в международных соревнованиях, кроме одной — от прыгуньи в длину Дарьи Клишиной. Она единственная из легкоатлетов смогла участвовать в Олимпийских играх в Рио-де-Жанейро под российским флагом.

### Тяжелоатлеты

#### Азербайджан
После того, как 7 тяжелоатлетов Азербайджана были дисквалифицированы из-за положительных результатов на допинг-тестах в разных соревнованиях, сборная Азербайджана лишилась двух олимпийских лицензий, а опустившись в командном зачёте на 31-е место, вообще всех лицензий.

#### Болгария
В марте 2015 года сборная Болгарии по тяжёлой атлетике в полном составе была дисквалифицирована после того, как допинг-пробы 11 членов команды дали положительные результаты. Осенью того же года Международная федерация тяжёлой атлетики не допустила болгарских тяжелоатлетов до участия в Олимпийских играх в Рио-де-Жанейро, а в январе 2016 Спортивный арбитражный суд поддержал решение IWF об отстранении и отклонил апелляцию Болгарской федерации тяжёлой атлетики.

#### Россия
Международная федерация тяжёлой атлетики дисквалифицировала всю сборную России. Таким образом, российские тяжелоатлеты полностью отстранены от участия в Олимпиаде — 2016.

#### Республика Казахстан
16 июня 2016 года Международная федерация тяжёлой атлетики отстранила от занятий спортивной деятельностью казахстанских тяжелоатлетов Илью Ильина, Майю Манезу, Светлану Подобедову и Зульфию Чиншанло. В антидопинговых пробах спортсменов были найдены запрещённые препараты. У Ильи Ильина — дегидрохлорметилтестостерон и станозолол, у Зульфии Чиншанло — оксандролон и станозолол, у Майи Манезы и Светланы Подобедовой — станозолол.
24 июня 2016 года исполнительный комитет и конгресс Международной федерации тяжёлой атлетики лишили Казахстан одной мужской и одной женской лицензий на предстоящие Олимпийские игры.
25 июня 2016 года решением дисциплинарной комиссии Международной федерации тяжёлой атлетики дисквалифицированы казахстанские штангисты: Алмас Утешов (с лишением медалей) и Ермек Омиртай на четыре года, Жасулан Кыдырбаев (с лишением медалей) на восемь лет. В допинг-пробах данных спортсменов во время чемпионата мира в Хьюстоне были обнаружены запрещённые анаболические андрогенные стероиды.
5 июля 2016 года Министр культуры и спорта РК Арыстанбек Мухамедиулы заявил, что Илья Ильин, Светлана Подобедова, Майя Манеза и Зульфия Чиншанло пропустят Олимпиаду в Рио-де-Жанейро.

### Гребцы

#### Россия
Международная федерация гребного спорта (ФИСА) дисквалифицировала из-за употребления допинга российскую мужскую команду по академической гребле.
Российская парная четверка не примет участия в Олимпийских играх, её заменила команда Новой Зеландии.
По сообщению ФИСА, в допинг-пробах олимпийского чемпиона 2004 года Сергея Федоровцева, взятых 17 мая, был обнаружен запрещенный препарат триметазидин; все спортивные достижения Федоровцева со дня сдачи пробы аннулируются. 
В состав российского экипажа, наряду c Федоровцевым, входили Владислав Рябцев, Артем Косов и Никита Моргачев, в запасе был Павел Сорин.

#### Беларусь
Мужская сборная Беларуси по гребле на байдарках и каноэ дисквалифицирована за нарушение допинговых правил и не выступит на Олимпийских играх в Рио-де-Жанейро. 16 июля было получено сообщение, что исполнительный комитет Международной федерации каноэ (ICF) отстраняет команду Беларуси, включая тренеров, медицинский и обслуживающий персонал, от международных соревнований сроком на один год. 
Спортивный арбитражный суд отклонил иск сборной Беларуси на дисквалификацию команды Международной федерацией гребли; основанием стало решение Международной федерации каноэ о перераспределении олимпийских квот от 18 июля 2016 года.

## Происшествия
В день открытия Олимпиады в Рио-де-Жанейро произошли массовые беспорядки: несколько тысяч человек вышли с акцией протеста к стадиону Маракана, чтобы выразить протест против использования бюджетных средств на организацию Олимпиады, а также против коррупции в стране. Участники акции протеста сожгли национальный флаг Бразилии и вели себя агрессивно. Полиция применила слезоточивый газ и шумовые гранаты, причём несколько человек госпитализированы с травмами и отравлением.
Олимпиада была отмечена большим числом различных происшествий, в том числе, криминальных, а также несчастных случаев, травм и ДТП:
- Бельгийский дзюдоист Дирк ван Тихелт, завоевавший бронзовую медаль, был избит и ограблен на пляже Копакабана.
- Вооруженные грабители ограбили российского пловца Евгения Коротышкина, а также новозеландского бойца джиу-джитсу Джейсона Ли.
- Вооружённые ножами подростки ограбили двух тренеров национальной сборной Австралии по гребле недалеко от олимпийской деревни[31].
- Во время пожара в олимпийской деревне была ограблена национальная команда Австралии[32].
- В центральном районе Ипанема двумя неизвестными был ограблен португальский министр спорта и образования Тиагу Брандау (Tiago Brandão Rodrigues); полиции удалось задержать одного из нападавших, им оказался известный криминальный авторитет, однофамилец министра[29].
- В ночь на 10 августа был обстрелян (или забросан камнями) автобус с журналистами, направлявшийся в пресс-центр. При этом пострадали представители СМИ Беларуси и Турции, их порезали осколки выбитого оконного стекла[33].
- После ДТП в Рио-де-Жанейро от полученных травм скончался тренер сборной Германии по гребному слалому Штефан Хенце. После смерти спортсмена, его органы — сердце, печень и обе почки были пересажены тяжело больным людям в больнице Рио-де-Жанейро[34][35].